# Long Biên (huyện)
Long Biên (chữ Hán: 龍編), là thủ phủ của quận Giao Chỉ được lập ra từ thời Bắc thuộc, vào thời kì Tây Hán.
Địa bàn của huyện thuộc vùng đồng bằng và trung du Bắc Bộ, trải dài theo sông Hồng thuộc Hà Nội ngày nay, phạm vi thay đổi theo từng thời kỳ. Từ thời Đông Hán đến Nam Triều, Long Biên là trị sở của Giao Châu. Huyện trị của Long Biên nằm tại khu vực tỉnh Bắc Ninh ngày nay. Nguyên Hòa quận huyện chí, Thái Bình hoàn vũ ký (nhà Đường) có ghi: "Thiên Tích Sơn (Phật Tích Sơn) là cửa Tây của Long Biên".

## Tên gọi
Cái tên của huyện này nghĩa là "rồng giao nhau", được truyền thuyết cho là vì một con rồng đã xuất hiện trên mặt sông ngay khi thành phố này được thành lập.
Có ý cho rằng, vào khoảng thế kỉ thứ 6, nó được biết đến qua cái tên Long Uyên (龍淵). Tuy nhiên, các mục địa lý trong các sách cổ Hậu Hán thư, Tống thư không có chi tiết này, mà tên gọi Long Biên vẫn tồn tại ngay từ thời Hán. Năm 621, Long Biên được đổi thành Long Châu (龍州), gồm hai huyện Bình Lạc, Vũ Ninh. Năm 627, đổi về Long Biên như cũ.
Về sau, Long Biên thường hay được gọi bằng cái tên La Thành (羅城) do đặc tính có thành bao quát của nó.

## Lịch sử
Sau cuộc chinh phục của Triệu Đà, toàn bộ lãnh thổ miền Bắc Việt Nam hiện nay trở thành một phần của Nam Việt. Tuy nhiên, không có bất kì ghi chép nào về hành chính cũng như hình thái xã hội của khu vực này, mãi đến khi quân đội nhà Hán tiêu diệt Nam Việt, và thiết lập nên Giao Chỉ quận. Thời kì này được sử sách Việt Nam hiện đại gọi là Bắc thuộc lần thứ nhất.
Nhà Hán cho Thạch Đái làm Thái thú 9 quận. Chế độ nhà Hán lấy châu lãnh quận, trừ hai quận Châu Nhai, Đạm Nhĩ đều ở giữa biển, còn 7 quận thuộc về Giao Châu, Đái làm châu Thái thú. Thời Tây Hán, trị sở của Thái Thú đặt tại Long Biên.
Năm 544, sau khi đánh bại quân nhà Lương, Lý Bí xưng là Hoàng đế và đặt tên nước là Vạn Xuân, đóng đô ở khu vực này.
Năm 602, sau khi nhà Tùy tiêu diệt nước Vạn Xuân, lãnh thổ bị sáp nhập vào Dương Châu của Nhà Tùy.
Năm 622, sau khi nhà Đường lên thay nhà Tùy khu vực này thuộc về phủ Giao Châu của nhà Đường.

## Chú giải
1. ↑  The Baxter-Sagart reconstruction of the characters' Old Chinese pronunciation is *Məroŋ-pˁen.